# Dieter Zedel
Klaus-Dieter Zedel (* 25. März 1945) ist ein ehemaliger deutscher Fußballspieler.

## Sportlicher Werdegang
Zedel rückte als Spieler des  1. FC Mülheim-Styrum ab 1972 in den überregionalen Fußball, als die Mannschaft nach dem Aufstieg in der Regionalliga West antrat. Mit einem vierten Tabellenplatz am Ende der Spielzeit 1973/74 schob er sich mit der Mannschaft in der für die Qualifikation zur neu eingeführten 2. Bundesliga maßgeblichen Fünfjahreswertung auf den elften Platz, so dass nach dem Bundesligaaufstieg von Tennis Borussia Berlin und dem Verzicht von Blau-Weiß 90 Berlin als Regionalligadritter in Berlin die Teilnahme erreicht wurde. Zu Beginn der Spielzeit 1974/75 Stammspieler rutschte er nach einer Roten Karte beim 1:0-Erfolg über den DJK Gütersloh und der anschließenden Sperre aus der Mannschaft. Nach seiner Rückkehr unter Trainer Horst Witzler zunächst zweite Wahl und vornehmlich als Einwechselspieler eingesetzt, etablierte er sich nach dem Jahreswechsel in der Rückrunde unter dem neuen Trainer Richard Winking wieder als Stammspieler – nur nach einer 0:7-Niederlage gegen Fortuna Köln am 33. Spieltag war er zwei Spiele außen vor – und trug mit insgesamt 28 Zweitligaspielen und einem Torerfolg beim 2:2-Remis gegen Wacker 04 Berlin zum Klassenerhalt als Tabellenelfter bei. Anschließend verließ er den Klub mit unbekanntem Ziel.
Anfang der 1980er Jahre war Zedel zeitweise als Trainer der SSVg Velbert in der damals viertklassigen Verbandsliga Niederrhein tätig. Gegen Ende des Jahrzehnts betreute er den FC Kray, den er aus der Bezirksliga auf das gleiche Spielniveau hievte.
Hauptberuflich machte sich Zedel 1999 als Messebauer selbständig.